# Historischer Verein für Niedersachsen
Der Historische Verein für Niedersachsen (e. V.) wurde 1835 auf Initiative der 1819 gegründeten Zeitschrift Vaterländisches Archiv ins Leben gerufen. Neben der Herausgabe von Publikationen initiiert der Verein zahlreiche Arbeiten, die auf breiterer und höherer Ebene durch die Historische Kommission für Niedersachsen und Bremen fortgesetzt werden. Mittelpunkt des Vereinslebens sind öffentliche Vorträge und landeskundliche Exkursionen.
Die urgeschichtliche Abteilung des Niedersächsischen Landesmuseums und die niedersächsische Denkmalpflege sind Ableitungen des Vereins.
Der Sitz des Vereins befindet sich im Gebäude des Niedersächsischen Landesarchivs in Hannover im hannoverschen Stadtteil Calenberger Neustadt.

## Geschichte
Nachdem am 20. April 1835 der Vereinsvorstand gewählt (mit dem Grafen Johann Friedrich von der Decken als Präsidenten), die Satzung am 19. Mai 1835 angenommen und am 20. Juni 1835 – dem 20. Jahrestag der Schlacht bei Waterloo – zum Beitritt eingeladen war, widmete man sich den zwei Vereinszielen; die Erforschung der Landesgeschichte zu fördern und ihre Kenntnis weiten Teilen der Bevölkerung zugänglich zu machen. Ende 1835 hatte der Verein bereits 371 Mitglieder. Heinrich Wilhelm Rotermund war 1836 das wohl erste Ehrenmitglied des Vereins. 

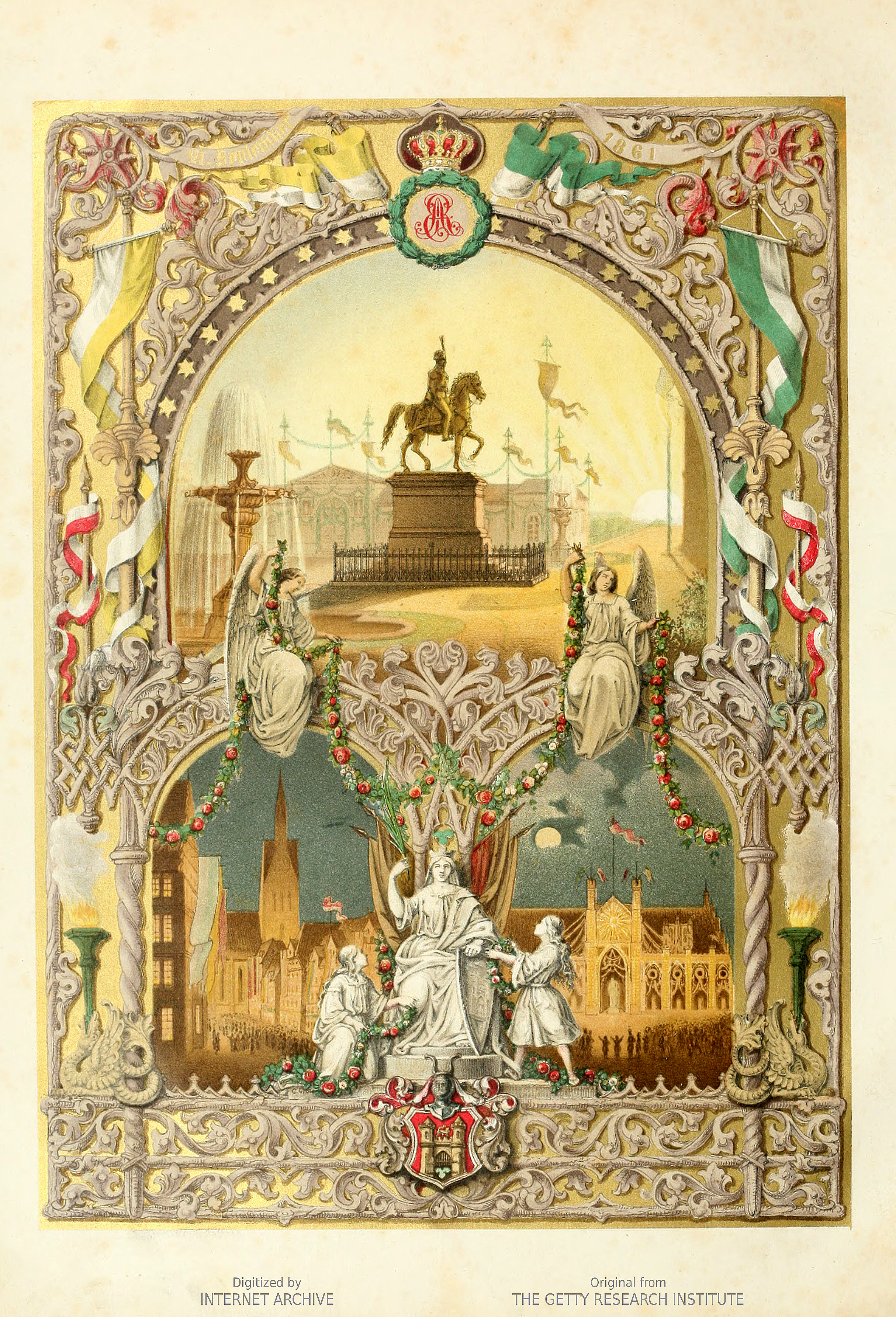
Ernst-August-Album

1861 nahm der Verein am Festzug zur Einweihung des Ernst-August-Denkmals teil. Im Ernst-August-Album sind die Namen der teilnehmenden Vereinsmitglieder einzeln aufgeführt. Schirmherr des Vereins war zunächst Adolphus Frederick, 1. Duke of Cambridge, bis zu seinem Tode 1850 inne, anschließend der letzte König von Hannover, Georg V. (Hannover), ebenfalls bis zu dessen Tode.
Die Vereinsvorsitzenden (Bezeichnung bis 1899 Präsident oder Direktor) waren zunächst nur hohe Beamte und Militärs, mit Ausnahme des 1867–1874 amtierenden Archivdirektors Karl Ludwig Grotefend. Nach dem Ersten Weltkrieg fanden auch Frauen Aufnahme in den Verein. Sie stellten in der Regel zunächst die Direktoren der Provinzialbibliothek, ab 1927 dann die des Hannoverschen Staatsarchivs die Vorsitzenden. In der Zeit des Nationalsozialismus wurde 1937 der Verein für Geschichte der Stadt Hannover (gegründet am 24. Februar 1893) eingegliedert, was das schon zuvor bestehende zahlenmäßige Übergewicht der stadthannoverschen Mitglieder weiter verstärkte.

## Sammlungen

### Durch Krieg vernichtete Sammlungen
Zu den verschiedenen Sammlungen des Vereins gehörten, neben dem 1903 vom Provinzialmuseum erworbenen Museumsgut, Archivgut wie Urkunden, Originalakten oder Abschriften, Karten wie zum Beispiel die Ebstorfer Weltkarte, Pläne und vieles mehr. Diese Sammlungen wurden durch die Luftangriffe auf Hannover am 8. September 1943 vernichtet.

### Bibliotheksgut
1866 besaß der Verein bereits rund 10.000 Bände. Das Bibliotheksgut bildet noch heute einen eigenen Bestand im Niedersächsischen Hauptstaatsarchiv.

## Publikationen
Wissenschaftliche Arbeiten werden fortlaufend veröffentlicht in der Reihe:
- Quellen und Darstellungen zur Geschichte Niedersachsens.

Die beiden aktuellen Vereinszeitschriften, deren Ausgaben (teil-)digitalisiert online einsehbar sind, sind:
- Niedersächsisches Jahrbuch für Landesgeschichte[6]
- Hannoversche Geschichtsblätter[7]

## Vorstand und Beirat
(Quelle:)

### Vorstand
- Sabine Graf, Leiterin des Niedersächsischen Landesarchivs in Hannover
- Thomas Schwark, Direktor der Museen für Kulturgeschichte Hannover.

### Beirat
- Hans-Martin Arnoldt, Niedersächsisches Landesarchiv in Hannover
- Simon Benne, Hannoversche Allgemeine Zeitung, Verlagsgesellschaft Madsack[9]
- Manfred von Boetticher, Archivar, Historiker und Autor
- Christiane Drewes (Geschäftsführerin), Niedersächsisches Landesarchiv in Hannover
- Carl-Hans Hauptmeyer, Historiker und emeritierter Universitätsprofessor, Vorsitzender des Niedersächsischen Instituts für Historische Regionalforschung
- Andreas Hesse, Kammerdirektor der Klosterkammer Hannover
- Gerd van den Heuvel, Historiker, Germanist, Autor[10]
- Gudrun Pischke[11]
- Cornelia Regin, Leiterin des Stadtarchivs Hannover
- Michael Rothmann, Professor für die Geschichte des Mittelalters und der beginnenden Frühen Neuzeit, Leibniz Universität Hannover
- Gesa Schönermark, Stiftung Niedersachsen, Künstlerhaus
- Michael Heinrich Schormann
- Martin Stöber, Geschäftsführer des Niedersächsischen Instituts für Historische Regionalforschung e. V.
- Eckhard Wähler

## Weitere Persönlichkeiten
- Manfred Hamann (Archivar) (1926–1991), Vorsitzender von 1965 bis 1985[12]
- Dieter Brosius (Archivar), Vorsitzender von 1985 bis 2000
- Manfred von Boetticher (Archivar), Vorsitzender von 2000 bis 2015